# محمية أبو جالوم

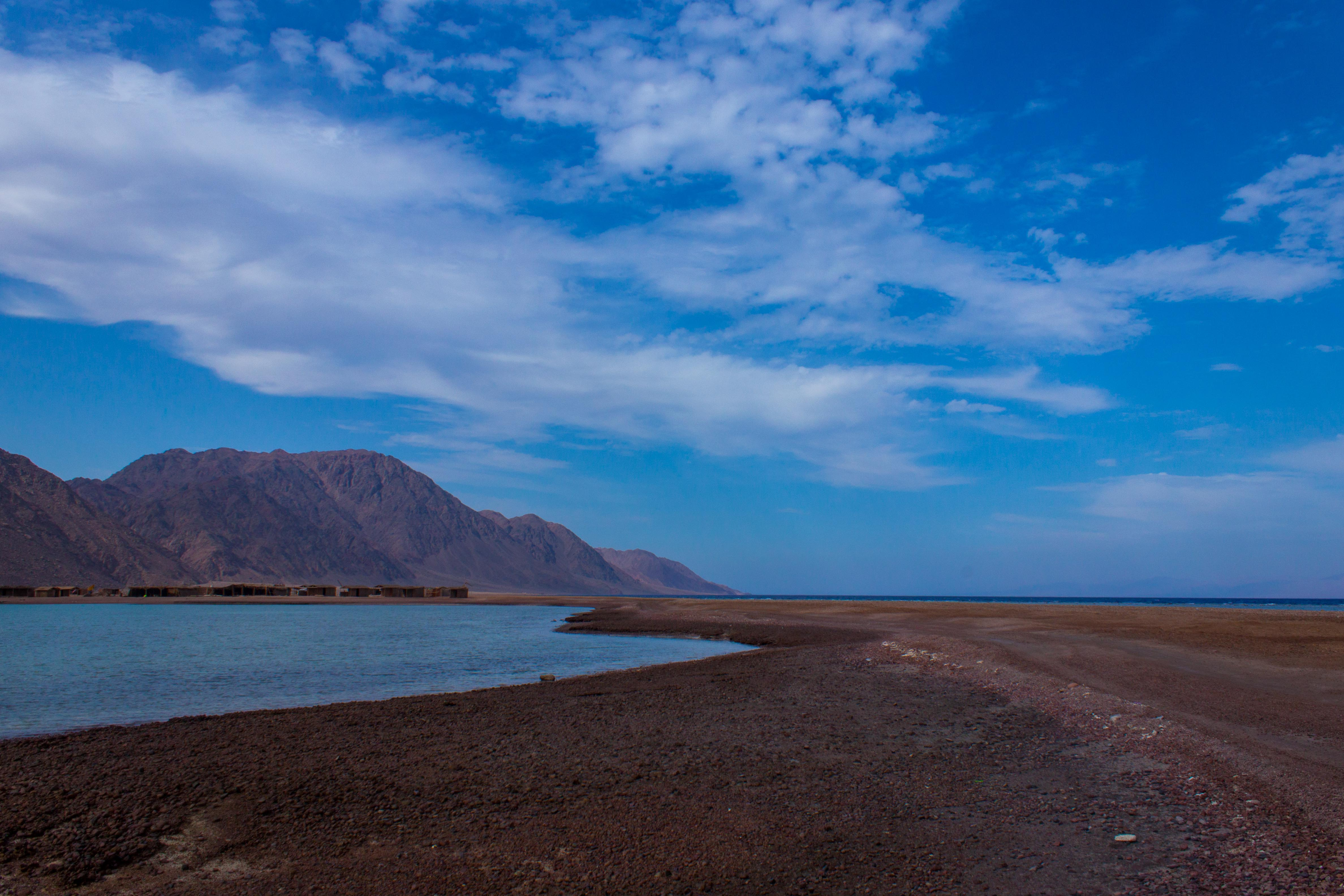

محمية أبو جالوم، محمية طبيعية متعددة الأغراض. تقع بمحافظة جنوب سيناء في مصر، تطل على خليج العقبة على الطريق بين شرم الشيخ وطابا بمنطقة تسمي وادي الرساسة، وقد أعلنت كمحمية بموجب قرار السيد رئيس مجلس الوزراء رقم 1511 لسنة 1992 والمعدل بالقرار رقم 33 لسنة 1996. تتميز بطبوغرافية خاصة تقترب فيها الجبال من الشواطئ، كما تشتهر المحمية بوجود نظام كهفي تحت الماء الذي يمتد لأعماق تصل لأكثر من 100 م إلا أنه غير مستقر.

## الوصف العام
يحد منطقة أبو جالوم شمالاً الخط الواصل بين تقاطع شرم الشيخ - طابا مع وادى الرساسة. وبعمق 3 - 5 كم من خط الشعاب المرجانية شرقاً، وإلى وادى تلة المرة بجبل الجمرة. وحتى التقائه بطريق شرم الشيخ - طابا جنوباً. ويحدها غرباً طريق شرم الشيخ - طابا. وتبلغ مساحة المحمية حوالي 500 كم2 (منها 350 كم² في اليابس بالإضافة إلى 150 كم² في النطاق المائي).

## تنوع الأنظمة البيئية
تحتوي المحمية على أنظمة بيئية متنوعة من الشعاب المرجانية والكائنات البحرية والحشائش البحرية واللاجونات والأنظمة البيئية الصحراوية والجبلية.
تزجر الجبال والأودية بالحيوانات والطيور والنباتات البرية، وتضم منطقة المحمية حوالي 165 نوعاً من النباتات، منها 44 نوعاً لا توجد إلا في هذه المنطقة، مما يجعلها ذات جذب سياحي كبير.

## وصلات خارجية
- محمية أبو جالوم، موقع بذرة - وزارة الدولة لشئون البيئة، مصر.